# Diplacina lisa
Diplacina lisa är en trollsländeart som beskrevs av James George Needham och Gyger 1941. Diplacina lisa ingår i släktet Diplacina och familjen segeltrollsländor. IUCN kategoriserar arten globalt som livskraftig. Inga underarter finns listade i Catalogue of Life.